# توني نولز (لاعب سنوكر)
توني نولز (بالإنجليزية: Tony Knowles)‏ هو لاعب سنوكر بريطاني، ولد في 13 يونيو 1955 في بولتن في المملكة المتحدة.

## روابط خارجية
- توني نولز على موقع CueTracker.net (الإنجليزية)
- توني نولز على موقع بطولة العالم للسنوكر (الإنجليزية)